# Alexei Petrowitsch Guschtschin
Alexei Petrowitsch Guschtschin (russisch Алексей Петрович Гущин; * 5. Januar 1922 in der Oblast Woronesch, Russische SFSR; † 14. Dezember 1986 in Moskau) war ein sowjetischer Sportschütze.

## Erfolge
Alexei Guschtschin nahm an den Olympischen Spielen 1960 in Rom im Wettbewerb mit der Freien Pistole teil, in dem er mit 560 Punkten einen neuen olympischen Rekord aufstellte. Er blieb damit acht Punkte vor den Zweitplatzierten Machmud Omarow und Yoshihisa Yoshikawa und wurde Olympiasieger. Bereits 1958 gewann er bei den Weltmeisterschaften in Moskau mit der Freien Pistole die Silbermedaille im Einzel und sicherte sich mit der Mannschaft den Titelgewinn. Diesen Mannschaftserfolg wiederholte er 1962 in Kairo.